# Riu Save (Moçambic)
El riu Save (també Sabi) és un riu de Moçambic i Zimbàbue. Neix en aquest darrer estat a uns 80 km al sud d'Harare després corre al sud i a l'est fins a unir-se amb el riu Odzi; llavors gira al sud, forma les cascades de Chiviria, i gira cap a l'oest de l'altiplà oriental de Zimbàbue, formant una vall; se li uneix llavors el riu Runde o Lundi que marca la frontera amb Moçambic, amb una complicada confluència a Mahenya. Llavors creua Moçambic per les províncies de Gaza i Inhambane, fins a arribar a l'oceà Índic on desaigua.
Aquest riu marca els límits entre les províncies de Gaza i Inhambane (al sud) i Manica i Sofala (al nord), encara que antigament, sota administració de la Companyia de Moçambic (fins a 1942) els territoris de la societat s'estenien als dos costats del riu. La regió al sud del riu fou favorable al Frelimo durant la guerra civil mentre al nord donava suport a la Renamo; el riu separa als shangaan (al sud) dels grups que parlen llengües shona al nord.
Històricament, fou utilitzat com a ruta pel transport d'or, vori i altres productes entre Monomotapa i la costa.